# Vladimir Gaglojev
Vladimir Mihajlovitsj Gaglojev (Ossetisch: Гаглойты Михаилы фырт Владимир) (26 december 1928, Dodoti in de Zuid-Ossetische AO, Georgische SSR, Sovjet-Unie - 12 februari 1996, Moskou) was een Ossetisch schrijver en dramaturg. Hij overleed in Moskou en werd begraven in de Zuid-Osseetse hoofdstad Tschinvali.
Hij was enige jaren werkzaam aan het 'literatuurinstituut Maxim Gorski'. Na zijn studie aan het instituut te hebben afgesloten, keerde hij terug naar Zuid-Ossetië (Georgië). Gaglojev werkte mee aan veel Ossetische tijdschriften. Tussen 1968 en 1978 was hij redacteur van het blad "Фидиуæг" ("De Koerier"). Door zijn werk droeg Gaglojev belangrijk bij aan de ontwikkeling van het Ossetische theater. Hij vertaalde Russisch theater (onder andere van Aleksej Arboezov, Aleksander Ostrovski) naar het Ossetisch en zijn eigen werken «Пробуждение» en «Осетинское сказание» werden op hun beurt opgevoerd in de gehele Sovjet-Unie, met name in Rjazan en Kiev.
Op 15 mei 2003 werd in Tschinvali de Tsjavtsjavadzestraat hernoemd naar Gaglojev.